# ももクロの子供祭り2013〜守れ!みんなの東武動物公園 戦え!ももいろアニマルZ!〜
『ももクロの子供祭り2013〜守れ!みんなの東武動物公園 戦え!ももいろアニマルZ!〜』（ももクロのこどもまつり にせんじゅうさん まもれ みんなのとうぶどうぶつこうえん たたかえ ももいろアニマルゼット）は、2013年5月5日に開催されたライブ。Blu-ray & DVDとして発売されている。

## 概要
ちびっ子に大人気のヒーローショーをコンセプトに、メンバーが“動物戦士・ももいろアニマルZ”になり、悪者たちと戦う演出となった。メンバーそれぞれ動物の着ぐるみを付け、百田夏菜子がカバレッド、玉井詩織がラクダイエロー、佐々木彩夏がウサギピンク、有安杏果がカエルグリーン、高城れにが鬼パープルに扮した。
また舞台上のストーリーは、世の中から可愛いものを根絶やしにするために襲来してきたゴキブリの化身“ブラックコックローチ軍団”から東武動物公園を守るために立ち上がるというものであり、敵役として東京03の飯塚悟志や弾丸ジャッキーのオラキオが出演した。
その後、グループの人気キャラクターとなる“あーりんロボ”が初登場したのもこのライブである。会場には1500人の親子連れが集まり、入ることのできなかった人のためにビジョンカーによる生中継も園内で行われ、その観覧者を含めると約5000人がライブを見届けた。

## セットリスト
1. オープニング
2. overture〜ももいろクローバーZ参上!!〜
3. 戦え!動物戦士ももいろアニマルZ オープニング（コント）
4. 行くぜっ!怪盗少女
5. 戦え!動物戦士ももいろアニマルZ 本編（コント）
6. Z伝説 〜終わりなき革命〜
7. ももクロ言葉2013（ゲーム）
8. テレ玉くんのうた（歌あそび）
地元テレビ埼玉のマスコット、テレ玉くんが登場した。
9. ひろみちお兄さん&たにぞうと遊ぼう!（歌あそび）
10. よろしくねッ♡（歌あそび）
11. かえるのたいそう（歌あそび）
12. バスにのって（歌あそび）
13. ブロック&アタック（歌あそび）
14. ココ☆ナツ
15. 助けて!あーりんロボ（コント）
16. ピンキージョーンズ
17. みてみて☆こっちっち
18. Wee-Tee-Wee-Tee
19. 僕等のセンチュリー
20. スターダストセレナーデ（アンコール）

特典映像（DVD & Blu-ray）
2013ねん4がつ かいじょうのしたみ／おけいこスタート!／5がつ5にち ほんばんとうじつ／ほんばんスタート!／ぜんこうえんしゅうりょう!／エンディング